# Operación Mata Hari
Operación Mata Hari és una pel·lícula de comèdia espanyola del 1968 dirigida per Mariano Ozores i progatonitzada per Gracita Morales, José Luis López Vázquez i Antonio Ozores. Està basada en la història i activitats de l'espia alemanya Mata Hari durant la Primera Guerra Mundial.

## Sinopsi
Una dansarina oriental, coneguda com a Mata Hari, ha de debutar al cabaret Argel, però poc abans d'actuar s'escapa amb un comptable gràcies a la seva amiga Guillermina. Així podrà portar la vida tranquil·la i avorrida amb la qual sempre ha somniat. Aleshores Guillermina la suplanta. Poc després ve a veure-la el coronel Von Fabre, cap dels serveis alemanys de contraespionatge, por portar-la a un lloc secret de França on els aliats experimenten amb una nova arma secreta, el tanc. Li encarreguen que sedueixi al tècnic escocès i a l'enginyer rus que estan al capdavant del projecte.

## Repartiment
- Gracita Morales - Guillermina Retuerto / Falsa Mata-Hari
- José Luis López Vázquez - Coronel Von Faber
- Antonio Ozores - Williso
- Pilar Velázquez - Paula
- Margot Cottens - Agripina
- José Luis Coll - Vorochenko
- José Sacristán - Jean-Paul
- Pedro Porcel - General Kloch
- María Isbert - Prostituta núm. 6
- Goyo Lebrero - Espia aliat
- Carmen de Lirio - Mata-Hari

## Premis
Als Premis del Sindicat Nacional de l'Espectacle de 1968 va rebre el premi a la millor figuració.